# Junior Peña
Junior Hernando Peña Rodrigues (Florida, 25 de febrero de 1995) es un futbolista colombiano. Juega como lateral derecho.

## Clubes
| Club             | País     | Año         |
| ---------------- | -------- | ----------- |
| América de Cali  | Colombia | 2012 - 2015 |
| Potros UAEM      | México   | 2016        |
| Atlético Huila   | Colombia | 2017        |
| Cortuluá         | Colombia | 2018        |
| Atlético Choloma | Honduras | 2020        |